# Варш (озеро)
Варш (устар. Варша) — пресноводное ледниковое озеро на границе Заполярного района Ненецкого автономного округа и Мезенского района Архангельской области.
Находится в бассейне Мезени, на западе Тиманского кряжа в 75 км к югу от села Нижняя Пёша. Крупнейшее озеро Мезенского района.
Площадь озера составляет 44,2 км² (значительная часть находится в границах Ненецкого АО), площадь бассейна — 428 км². Состоит из северной и южной бухт (по форме напоминает цифру 8).
Озеро окружено тайгой, почти всё побережье занято болотами. В северную часть озера с востока впадает река Борматка (течёт от озера Бормат через озеро Пелядь). На юге из озера вытекает река Варчушка.
Водоём популярен у рыбаков. Ближайший населённый пункт — село Сафоново (45 км к юго-юго-западу).